# Scheldeprijs 2009
De 97e editie van de Belgische wielerwedstrijd Scheldeprijs werd gereden op woensdag 15 april 2009. Mark Cavendish, die de twee vorige edities had gewonnen kwam niet aan de start. De wedstrijd werd overschaduwd door twee grote valpartijen. Tijdens de eerste van drie plaatselijke ronden was er een eerste grote valpartij waarbij onder meer Leif Hoste, Gerald Ciolek en Alberto Ongarato ten val kwamen. Tijdens de massaspurt was er opnieuw een massale valpartij waar onder meer Tom Boonen en Robbie McEwen het slachtoffer van werden. Italiaans wielrenner Alessandro Petacchi won de race.

## Uitslag
| rang | renner                | land             | tijd       |
| ---- | --------------------- | ---------------- | ---------- |
| 1    | Alessandro Petacchi   | Italië           | 4u 27' 20" |
| 2    | Kenny van Hummel      | Nederland        | z.t.       |
| 3    | Dominique Rollin      | Canada           | z.t.       |
| 4    | Antonio Cruz          | Verenigde Staten | z.t.       |
| 5    | Peter Wrolich         | Oostenrijk       | z.t.       |
| 6    | Harald Starzengruber  | Oostenrijk       | z.t.       |
| 7    | Björn Schröder        | Duitsland        | z.t.       |
| 8    | José Antonio Carrasco | Spanje           | z.t.       |
| 9    | Bernhard Eisel        | Oostenrijk       | z.t.       |
| 10   | James Vanlandschoot   | België           | z.t.       |